# Seznam osebnosti iz Občine Pivka
Seznam osebnosti iz Občine Pivka vsebuje osebnosti, ki so se tu rodile, delovale ali umrle.
Občina Pivka ima 30 naselij: Buje, Dolnja Košana, Drskovče, Čepno, Gornja Košana, Gradec, Juršče, Kal, Klenik, Mala Pristava, Nadanje selo, Narin, Neverke, Nova Sušica, Palčje, Parje, Petelinje, Pivka, Ribnica, Selce, Slovenska vas, Stara Sušica, Suhorje, Šilentabor, Šmihel, Trnje, Velika Pristava, Volče, Zagorje in Hrastje.

## Gospodarstvo
- Martin Krpan, literarni lik – tihotapec z angleško soljo
- Jernej Kruh (1912, Selce – 1996, Šempeter pri Gorici), gospodarstvenik, politik
- Albin Kuret (1926, Knežak – 2003, Ljubljana), gospodarstvenik, politik
- Jakob Mankoč (1812, Kal – 1900, Trst), trgovec
- Anton Vodopivec (1918, Petelinje – 1984, Ljubljana), gospodarstvenik

## Politika
- Janko Česnik (1932, Pivka –), politični delavec, poslanec
- Anton Domicelj (1834, Zagorje – 1892, Šempeter pri Gorici), politik, publicist, duhovnik
- Dragotin Gustinčič (1882, Gornja Košana – 1974, Ljubljana), politik, publicist, inženir
- Celestin Jelenc (1884, Trnje – 1958, Buenos Aires, Argentina), odvetnik, politik
- Anton Mirko Kapelj (1920, Stara Sušica – 1998, Sežana), prosvetni delavec, politični delavec, publicist
- Fran Vesel (1894, Kotor, Črna gora – 1954, Trst), politik

## Publicistika
- Duša Ferjančič (1921, Vipava – 1993, Vipava), časnikarka
- Janko Furlan (1888, Mavhinje, Italija – 1967, Nabrežina, Italija), publicist, gospodarski organizator, učitelj
- Ivan Marinčič (1907, Zagorje – 1975, Gorica), novinar, pisatelj
- France Oblak (1845, Slap ob Idrijci – po 1917, Italija), pravnik, publicist, javni delavec
- Stanislav Renko (1911, Nadanje selo – 2001, Trst), novinar, publicist, urednik, gozdni inženir

## Religija
- Luka Abram (1863, Selce – 1931, Carigrad, Turčija), duhovnik, redovnik, kapucin, misijonar
- Jakob Fon (1852, Volče – 1917, Kred), duhovnik
- Ivan Kramarič (1892, Radovica – 1958, Barkovlje, Italija), duhovnik, šolnik, kanonik
- Janez Krstnik Kalan (1894, Suha – 1963, Trnje), duhovnik, javni delavec
- Franc Serafin Lakmayer (1863, Horín, Češka – 1946, Vrhnika), duhovnik, čebelar
- Matej Milharčič (1812, Slavina/Selce – 1853, Berber, Sudan), duhovnik, misijonar
- Suzana Oberburger (ok. 1530, ? – 1601, Mekinje), redovnica, klarisa
- Anton Piščanec (1900, Branik – 1961, Katinara, Italija), politični delavec, prosvetni delavec, duhovnik
- Franc Zabukovec (1868, Lož – 1946, Komenda), duhovnik, nabožni pisatelj, krajevni zgodovinar, vzgojitelj

## Šolstvo
- Franc Cucek (1910, Gornja Košana – 1961, Trst), učitelj, javni delavec
- Dragotin Češnik (1865, Knežak – 1939, Ljubljana), šolnik, narodnoobrambni delavec
- Jože (Josip) Dolgan (1886, Dolnja Košana – 1965, Ljubljana), učitelj
- Vinko Engelman (1881, Stari trg ob Kolpi – 1918, Trst), učitelj, organizator
- Ernest Majer (1894, Buje – 1991, ?), prosvetni delavec, učitelj
- Nada Morato (1927, Dol pri Vogljah – 2023), učiteljica
- Josip Štrekelj (1868, Komen – 1955, Ljubljana), sadjar, vrtnar, učitelj
- Jakob Žnidaršič (1847, Kal – 1903, Sarajevo, Bosna in Hercegovina), učitelj, publicist

## Umetnost

### Glasba
- Ivo Jelerčič (1937, Podbreg – 2025), glasbenik, zborovodja, glasbeni organizator, pisatelj
- Franjo Serafin Vilhar (1852, Senožeče – 1928, Zagreb), glasbenik, skladatelj, pianist
- France Stele (1855, Kamnik – 1924, Kamnik), glasbenik, zborovodja
- Franc (Franci) Šturm (1912, Pivka – 1943, Iški vintgar), glasbenik, skladatelj, dirigent, glasbeni kritik

### Gledališče
- Anton Dolgan (1891, Kal – 1933, Trst), gledališki igralec
- Jože Kovačič (1922, Pivka – 1983, Kranj), gledališki igralec in režiser

### Književnost
- Ivan Baloh (1873, Spodnja Šiška – 1954, Brescia, Italija), pisatelj, pesnik, duhovnik
- Peter Bohinjec (1864, Visoko – 1919, Spodnje Duplje), pisatelj, duhovnik
- Majda Capuder (1941, Buje –), prevajalka, bibliotekarka
- Franc Domicelj (1832, Zagorje – 1855, Zagorje), pesnik
- Lea Fatur (1865, Pivka – 1943, Ljubljana), pisateljica, pesnica, dramatičarka
- Ludovika Kalan (1900, Pivka – 1983, Koper), mladinska pesnica, prevajalka, učiteljica, prosvetna delavka
- Dragotin Kette (1876, Prem – 1899, Ljubljana), pesnik
- Jernej Lenček (1827, Brezovica pri Ljubljani – 1861, Pivka), pisatelj, duhovnik
- Fran Levstik (1831, Dolnje Retje – 1887, Ljubljana), pisatelj, pesnik, dramatik, literarni kritik, jezikoslovec, filolog, politik
- Matevž Ravnikar (1802, Poženik – 1864, Predoslje), pesnik, zbiralec ljudskega slovstva, duhovnik
- Ivan Resman (1848, Zgornji Otok – 1905, Ljubljana), pesnik
- Luka Smolnikar (1863, Loke v Tuhinju – 1936, Postojna), prosvetni delavec, pisatelj, prevajalec, duhovnik
- Miroslav Vilhar (1818, Planina – 1871, Zagorje, Grad Kalec), pisatelj, glasbenik, skladatelj, politik, časnikar
- Darinka Žbogar (1925, Hrušica pri Jesenicah – 2014, Ilirska Bistrica), bibliotekarka, kulturna delavka

### Slikarstvo, kiparstvo in arhitektura
- Mire Cetin (1922, Planina – 2016, Ljubljana), slikar
- Clemente Costantino Del Neri (1865, Gorica – 1943, Gorica), slikar, restavrator
- Avgust Černigoj (1898, Trst – 1985, Sežana), slikar, grafik, kipar, oblikovalec, ilustrator, likovni pedagog
- Milena Dolgan (1917, Studeno – 1945, Četrtna skupnost Vič), kiparka
- Janez Hafner (1950, Trnje – 2012, Virlog), slikar
- Jože Jelenc (1890, Trnje – 1967, Maribor), arhitekt
- Zora Koren (por. Škerk) (1927, Zagorje – 2016, Šempolaj), slikarka
- Simon Ogrin (1851, Vrhnika – 1930, Vrhnika), slikar
- Franc Pavlovič (Francisco Pavlovic) (1892, Palčje – 1981, Cafelândia, São Paulo, Brazilija), brazilski slikar, kipar, restavrator in rezbar
- Franc Serafin Goetzl (1783, Kranj – 1855, Kranj), slikar, podobar
- Anton Sigulin (1917, Trst – 1996, Ljubljana), kipar
- Judita Skalar (1941, Pivka –), grafična oblikovalka, arhitektka
- Janez Vurnik (1849, Radovljica – 1911, Radovljica), podobar

## Vojska in šport
- Stanislav Požar (1949, ? – 1991, Pivka), veteran vojne za Slovenijo
- Edmund Ramsbotham (1923, Backworth, Northumberland – 1945, Suhorje), pilot RAF
- Ivan Turšič (1922, Rakek – 1944, Lokve, narodni heroj, podpolkovnik
- Rudi Valenčič (1941, Mala Pristava –), športni kolesar
- Ivan Zafred (1908, Stara Sušica – 1943, Sopot, Srbija), delavec, partizan, narodni heroj
- Pripadniki tajne organizacije TIGR:

– Tone Černač (1905, Matenja vas – 1984, Miren), gozdni delavec
– Franc Fortunat (1907, Volče – pred 1945, Brčko, Bosna in Hercegovina), partizan
– Franc Kruh (1898, Šembije – 1964, Šembije), aktivist NOB, gozdni delavec
– Josip Kukec (1894, Postojna – 1930, Postojna)
– Ludvik Ogrizek (1906, Hruševje – 1944, Mauthausen, Avstrija), borec NOVJ, ključavničar
– Jakob Sajevic (1903, Hruševje – 1956, Hruševje), borec NOBJ, kovač
– Franc Sluga (1909, Žeje – 1982, Žeje)
– Vencelj Smrdel (1907, Slovenska vas – 1989, Pivka), delavec
– Jože Vadnjal (1898, Zagorje – 1985, Opatija), partizan, gospodarstvenik

## Znanost: humanistika in naravoslovje
- Frane Adam (1948, Pivka –), sociolog
- Jože Blaznik (1932, Pivka –), zdravnik
- Ivanka Černelič (1932, Ljubljana –), jezikoslovka, leksikografka
- Marjan Dolgan (1950, Dolnja Košana –), literarni zgodovinar, kritik
- Silvester Domicelj (1868, Zagorje – 1938, Ljubljana), pravnik
- Silvo (Silvester) Fatur (1935, Zagorje –), lit. zgodovinar, učitelj, kulturni delavec, publicist
- Rajko Justin (1865, Ljubljana – 1938, Triglav), botanik, učitelj
- Edvard Križnič (1908, Opčine – 1968, Trst), veterinar, prosvetni delavec
- Ada Vidovič Muha (1940, Pivka –), jezikoslovka
- Božidar Franc Premrl (1947, Vipava –), prevajalec, raziskovalec kamnite dediščine
- Viljem Putick (1856, Popůvky, Češka – 1929, Ljubljana), gozdarski strokovnjak, speleolog
- Martin Razpet (1826, Bled – 1888, Novo mesto), zdravnik
- Ivan Rudolf (1821, Lomé – po 1863, ?), speleolog
- Jan Růžička (1854, Čáslav, Češka – 1930, Ljubljana), speleolog, društveni delavec
- Adolf Schmidl (1802, Lázně Kynžvart, Češka – 1863, Budimpešta, Madžarska), speleolog, topograf, geograf, učitelj, urednik, pisatelj
- Franc Anton Steinberg (1684, Zagorje, Grad Kalec – 1765, Ljubljana), geometer, slikar
- Srečko Šabec (1894, Pivka – 1981, Kranj), mlekarski strokovnjak
- Franc Šturm (1881, Dolnja Košana – 1944, ?), jezikoslovec, prevajalec, profesor, literarni kritik
- Duša Krnel Umek (1946, Pivka –), etnologinja, političarka, profesorica
- Andreja Žele (1963, Postojna–), jezikoslovka